# 荒木田裕子
荒木田 裕子（あらきだ ゆうこ、1954年2月14日 - 2024年8月30日）は、秋田県仙北郡田沢湖町（現仙北市）出身の元バレーボール日本代表、バレーボール指導者。2020年東京オリンピック・パラリンピック組織委員会副会長を務めた。

## 経歴・人物
日本バレーボール協会強化事業本部長、女子強化委員会GM兼務。日本オリンピック委員会理事、同アスリート専門部会長、アジア・オリンピック評議会理事、国際オリンピック委員会プログラム委員などの要職を歴任。
2020年東京オリンピック・パラリンピック組織委員会理事だった2021年、森喜朗の女性に関する発言でにわかに組織委内で女性登用を進める必要が高まったため、3月の理事会で急遽7人目の副会長に選出された。副会長に就任した初の女性。「ジェンダー平等」や「多様性の尊重推進」を担当した。
全国ラジオ体操連盟会長。全日本野球協会理事も務めた。
スポーツ界に世界的な人脈を持っていたことで知られ、スポーツ新聞の報道で「国際バレーボール連盟（FIVB）、国際オリンピック委員会と交渉できる日本で数少ない人物」と評されたことがある。
2024年8月30日に死去した。死因は肺がんだが、白血病を長く患っていた。70歳没。

## 来歴

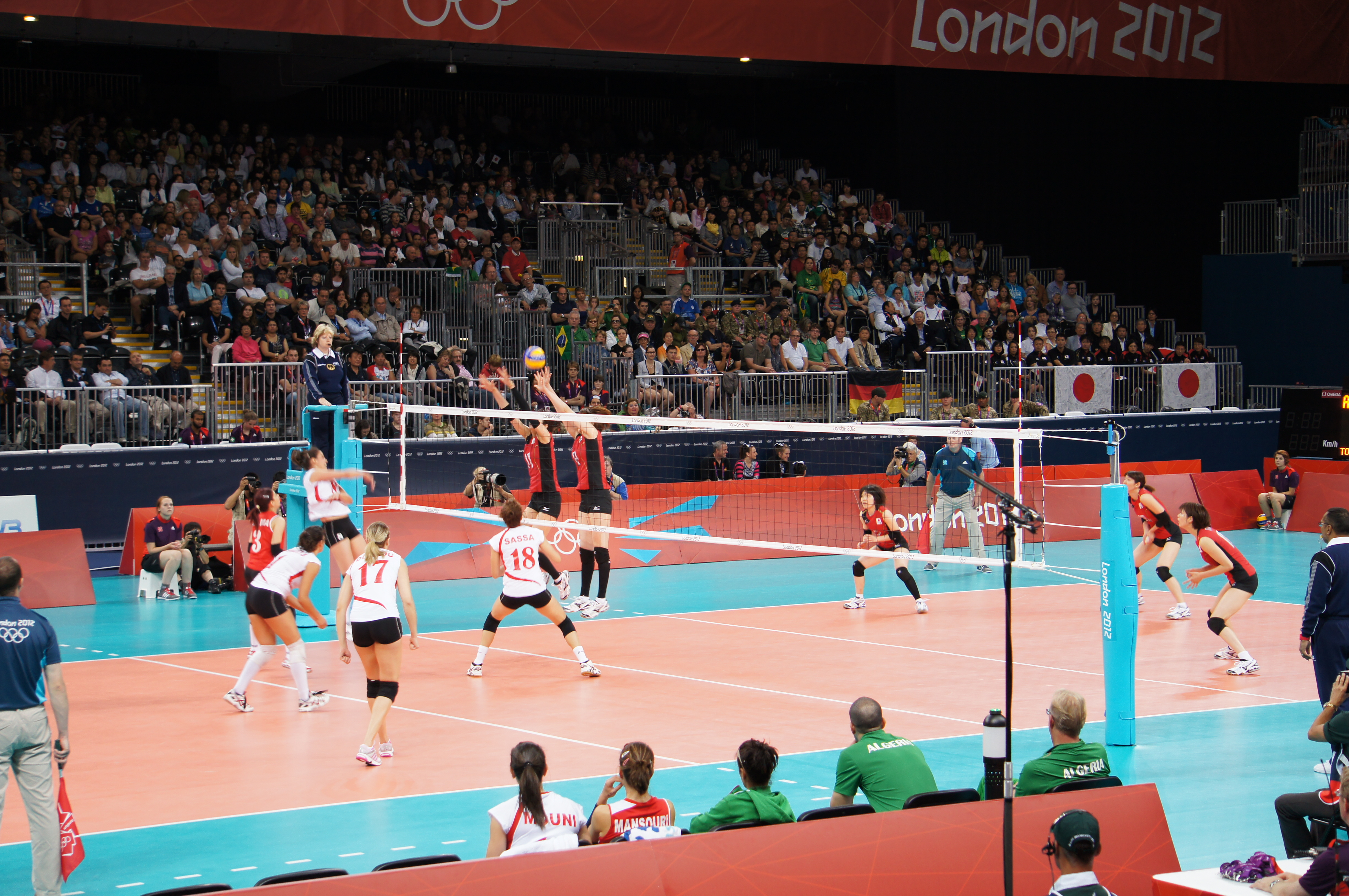
ロンドン五輪・アルジェリア戦
観客席で見守る荒木田ほかスタッフ（日の丸付近の向かって右端）

- 角館南高卒業後の1972年、日立製作所に入社する。
- 1973年に全日本入りし、1974年メキシコ世界選手権、1976年モントリオールオリンピック、1977年ワールドカップで日本の優勝に貢献した。
- 1978年、現役を引退し、共立女子短期大学へ入学した。
- 1980年、アジア人女性では初の国際公認コーチとなり、スイス、旧西ドイツにて指導・研修を行った。
- 1986年より1年間、イギリスで語学研修を行う。
- 帰国後は解説、バレーボール教室、講演などで幅広く活動した。

## 主な受賞歴
- 朝日賞
- 日本スポーツ賞
- 朝日体育賞
- ホワイトベアー賞
- 河北賞